# فردا (فیلم ۱۹۷۰)
فردا (به انگلیسی: Toomorrow) فیلمی موزیکال محصول سال ۱۹۷۰ و به کارگردانی وال گست است. در این فیلم بازیگرانی همچون الیویا نیوتن-جان، بنی توماس، ویک کوپر، کارل چمبرز، روی دوتریس، مارگارت نولان، دیوید لاج، دایان کین و شکیرا کین ایفای نقش کرده‌اند.